# RNDM
I RNDM sono un gruppo alternative rock formatosi nel 2012, composto dal bassista dei Pearl Jam Jeff Ament, il cantante Joseph Arthur e il bassista Richard Stuverud.

## Discografia
- Acts (2012)
- Ghost Riding (2016)